# Aardschok
Aardschok (lingua olandese: "terremoto") è una rivista olandese specializzata in musica hard rock ed heavy metal con distribuzione nei Paesi Bassi e in Belgio fin dal 1980. Il giornale è stato fondato nell'ottobre 1980 da "Metal Mike" van Rijswijk e Stefan Rooyackers. Ogni anno escono dieci numeri di Aardschok. Il numero estivo e quello invernale sono spesso più corposi, in modo da sopperire alle mancate uscite dei mesi di settembre e dicembre. Nel 2015 la tiratura della rivista è di 18.000 copie al mese e la rivista ha 100 pagine, a volte 124. Il formato della rivista è 20,6 × 28,5 cm.

## Storia
Aardschok fu fondato nel 1980 a Son, vicino a Eindhoven, da "Metal Mike" van Rijswijk e Stefan Rooyackers, che crearono così la prima pubblicazione che parlava esclusivamente di musica heavy metal, divenendo un modello per la rivista tedesca Rock Hard, tanto che alcuni suoi redattori si sono conosciuti attraverso gli annunci di Aardschok. Originariamente la rivista era composta da 13 fotocopie A4 ed usciva in modo irregolare. Il primo numero fu stampato in una tiratura di 500 copie, ma la richiesta si è rivelò maggiore, tanto che la terza e la quarta edizione erano già stampate in 1200/1300 copie. Tra i primi redattori c'erano Stefan Rooyackers, Michel van de Moosdijk e Mike van Rijswijk. All'inizio, Van Rijswijk distribuiva le riviste ai negozi di dischi, che alla fine iniziarono a inviargli assegni per mantenerla. A quel tempo, Aardschok era infatti l'unica pubblicazione dei Paesi Bassi che conteneva recensioni di album hard rock e heavy metal.
Nel 1982 Aardschok fondò anche il festival Aardschokdag che venne portato avanti fino al 1993, e poi ripetuto nel 1999. Il festival è iniziato su piccola scala all'Effenaar di Eindhoven con band nazionali, ma è rapidamente diventato un evento apprezzato a livello internazionale, con nomi affermati e un alto numero di visitatori, pur non avvicinandosi mai al ben più grande e famoso Dynamo Open Air.
Prima di Metal Hammer e di Rock Hard, nel 1983 apparve un'edizione tedesca pubblicata dall'editore Axel Thubeauville, che però cessò nel 1984. L'edizione tedesca è poi diventata Aardschok / Rock Power, ma anche questa pubblicazione cessò dopo pochi numeri. Grazie all'aumento delle tirature, nacque una collaborazione con la tedesca Metal Hammer. Il primo "Aardschok/Metal Hammer" (A.M.H.) fu pubblicato nel febbraio 1986, in gran parte a colori. La rivista divenne quindi più commerciale e conteneva poster di artisti e anche molta pubblicità. Aardschok era ormai conosciuta a livello nazionale e internazionale e aveva una tiratura di circa 27.000 copie. Dopo una collaborazione di 7,5 anni, Aardschok tornò ad essere una rivista indipendente nell'ottobre 1993 con il nome originale. Tra i cambi editoriali di questa nuova veste vi fu l'eliminazione dei poster all'interno della rivista.
Il giornale è considerato la principale rivista di hard rock e metal nei paesi del Benelux, ed è conosciuto anche oltre i confini nazionali. Anche André Verhuysen, che è uno degli organizzatori del festival metal Dynamo Open Air, lavora nel comitato editoriale.